# エッサイム (人工衛星)
エッサイム（Essaim）はフランスの軍事偵察小型衛星コンステレーション。主な目的は世界中の信号を収集・解析すること（シギント）。DGAはこれを「電波の真空掃除器」と表現している。

## 概要
エッサイムは低軌道の120kg級マイクロサット4機（スペア1機含む）から構成されるコンステレーションである。これらは技術実証モデルで、3年は稼動することになっている。それぞれ数百km離れて地球を周回する。ミッションの設計はレンヌ近郊のBruzにあるCelar（Centre d'électronique de l'armement）によって行われ、トゥールーズにあるフランス国立宇宙研究センターからコンステレーションにアップロードされる。収集されたデータはこの逆順を辿る。

## 打上げ
エッサイムの打上げは2004年12月18日、クールーからアリアン5G+ロケットによって行われた。ヘリオス2Aと他2つのペイロードと同時打上げだった。個別の名称はそれぞれエッサイム1、エッサイム2、エッサイム3、エッサイム4である。